# Caldwell Edwards

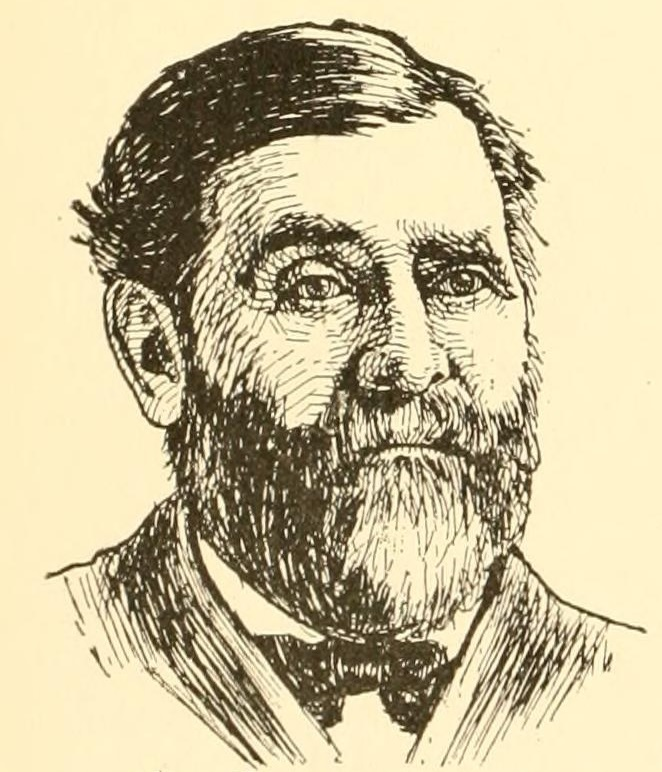
Caldwell Edwards

Caldwell Edwards (* 8. Januar 1841 in Sag Harbor, Suffolk County, New York; † 23. Juli 1922 ebenda) war ein US-amerikanischer Politiker. Zwischen 1901 und 1903 vertrat er den Bundesstaat Montana im US-Repräsentantenhaus.

## Werdegang
Caldwell Edwards besuchte die öffentlichen Schulen seiner Heimat und war dann als Verkäufer und Buchhalter im Einzelhandel tätig. Im Jahr 1864 zog er nach Bozeman im Montana-Territorium. Dort war er in der Landwirtschaft tätig und betrieb eine eigene Ranch. Politisch schloss er sich der Populist Party an. Diese kurzlebige Partei fand gegen Ende des 19. Jahrhunderts besonders unter den Farmern im Westen der Vereinigten Staaten Anklang. Zwischen dem 4. März 1901 und dem 3. März 1903 vertrat Edwards seinen Staat als Abgeordneter im Kongress. Im Jahr 1902 stellte er sich nicht zur Wiederwahl. Danach gehörte er noch bis 1905 dem Repräsentantenhaus von Montana an.
Nach seiner politischen Tätigkeit widmete sich Edwards wieder seinen privaten Angelegenheiten, hier insbesondere seiner Ranch. Er starb im Jahr 1922.